# Número EC
El número EC (de Enzyme Comission number) és l'etiqueta que designa cadascun de tots els enzims coneguts, segons el sistema de classificació sistemàtica d'enzims, el més utilitzat actualment. Els designa sota categories numèriques, corresponents als diferents tipus de reacció que catalitzen. Cada enzim té almenys un número que li pertany en exclusiva, tot i que enzims amb més d'una activitat coneguda poden tenir més d'un número.
Cada còdec d'enzims consisteix en les dues lletres EC seguides de quatre dígits numèrics separats per punts. Aquests números representen una classificació progressivament més específica.
Com a exemple l'enzim tripèptid aminopeptidasa té el codi EC 3.4.11.4 que indica el següent:
- 3 Per ser una hidrolasa.
- 4 Per ser una hidrolasa que actua sota l'enllaç peptídic.
- 11 Per actuar sota el terminal amino de l'aminoàcid d'un polipèptid.
- 4 Per actuar sota el terminal amino final d'un tripèptid.